# V.22
V.22 to standard transmisji danych rekomendowany przez ITU-T, charakteryzujący się pełną transmisją dwukierunkową pomiędzy dwoma modemami wdzwanianymi. W modulacji użyte jest kluczowanie PSK przy prędkość transmisji 600 Bod przy czym przepustowość łącza może wynosić 1200 lub 600 b/s.